# Station Bydgoszcz Główna
Station Bydgoszcz Główna (voor 1920 en 1939–1945 Bromberg Hauptbahnhof) is een spoorwegstation in de Poolse stad Bydgoszcz. Het hoofdstation van Bydgoszcz is een van de grootste stations van Polen en valt onder de Poolse categorie A van spoorwegstations. Het station werd in 1851 geopend.